# 纯腹蜂鸟
纯腹蜂鸟（学名：Chrysuronia leucogaster），是雨燕目蜂鸟科的一种鸟类。
纯腹蜂鸟体重约4.7克，翼长约53.3毫米，嘴峰长约24.8毫米，喙宽度约2.8毫米，喙厚度约2.4毫米，跗蹠长约3.8毫米，尾长约32.5毫米。纯腹蜂鸟在其分布区内为留鸟，其栖息在半开放的中等高度的林地中，食性为草食性，主要食物来源是植物的花蜜。

## 亚种
- ：分布于委内瑞拉东部至圭亚那和巴西北部。
- ：分布于巴西东部伯南布哥州至巴伊亚州。[4]